# ووآزکو
ووآزکو (به اسپانیایی: Provincia de Huasco) یک استان در شیلی است که در منطقه آتاکاما واقع شده‌است. ووآزکو ۱۸٬۲۰۱٫۵ کیلومترمربع مساحت و ۷۲٬۱۴۵ نفر جمعیت دارد.